# Ambiciosa (película de 1953)
Ambiciosa es una película musical mexicana de 1953 dirigida por Ernesto Cortázar y protagonizada por Meche Barba y Fernando Fernández.

## Argumento
Estela Durán (Meche Barba), es una joven mujer de Cuba, de origen humilde, que vive con su nana Mamá Irene (Fedora Capdevila). Estela desprecia la pobreza. Un día conoce a un busca talentos de una productora de cine en México. Entre ambos surge una relación amorosa, que provoca la separación del busca talentos con sus esposa. Estela no tiene interés en formalizar con él, sino únicamente buscar una oportunidad en el cine. Al llegar a México se relaciona con Oscar (Crox Alvarado), uno de los socios de la productora quien le cumple sus caprichos hasta meterse en problemas por culpa de la debutante. Estela es capaz de arrebatarles los personajes a otras actrices con tal de cumplir su objetivo. En el rodaje de una película, Estela conoce a Manuel (Fernando Fernández), quien trabaja de tramoyista en la filmadora y sostienen un romance, hasta que conoce a José Antonio (Alberto González Rubio), un millonario de quien se enamora. Ella intenta alejarlo para no hacerle daño y lo lastima, provocando con esto una tragedia.

## Reparto
- Meche Barba ... Estela Durán
- Fernando Fernández ... Manuel Campos
- Crox Alvarado ... Oscar Ramírez
- Dagoberto Rodríguez ... José Antonio
- Alberto González Rubio ... Federico
- Gloria Morell ... Cristina
- Fedora Capdevila ... Mamá Irene

## Comentarios
En Ambiciosa, Meche Barba es una joven que asciende en la escala cinematográfica a través de relaciones falsas y vacías en la industria del cine. De alguna manera, retrataba un tema sórdido y reconocido en secreto en el ambiente fílmico. Se trata de una película curiosa e interesante, realizada hacia el final de una filmografía que Meche cortó inesperadamente al año siguiente. Meche Barba esta estupenda en su actuación de villana, pero quien se roba cámara es el cantante y actor Fernando Fernández, quien en la secuencia donde reclama a Meche por abandonarlo, lo hace de manera extraordinaria.